# Yponomeuta sedella
Yponomeuta sedella là một loài bướm đêm thuộc họ Yponomeutidae. Nó được tìm thấy ở châu Âu.
Sải cánh dài 16–20 mm. Con trưởng thành bay làm hai đợt từ tháng 5 đến tháng 9. .
Ấu trùng ăn các loài Hylotelephium telephium và other sedum.

## Hình ảnh

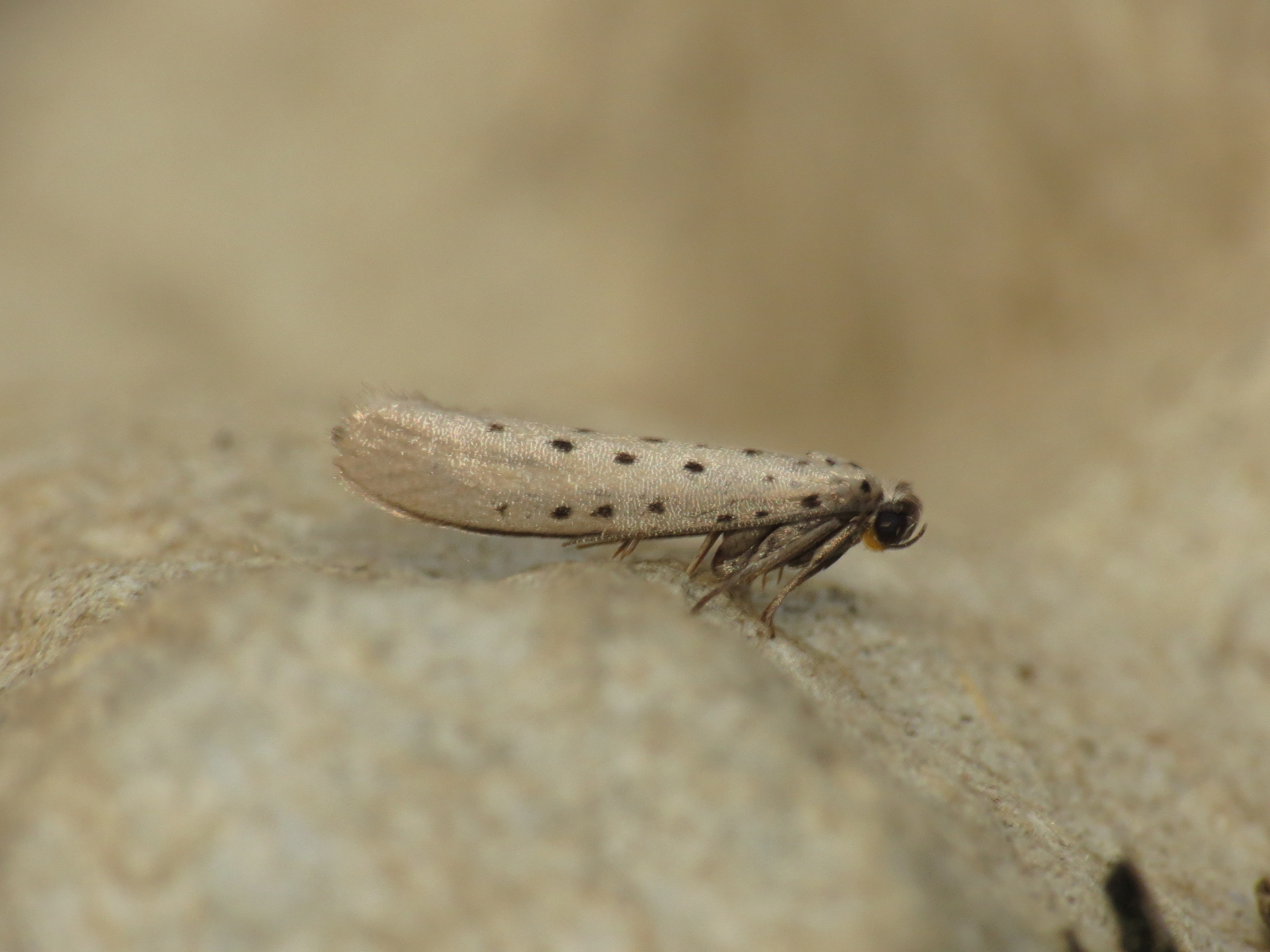
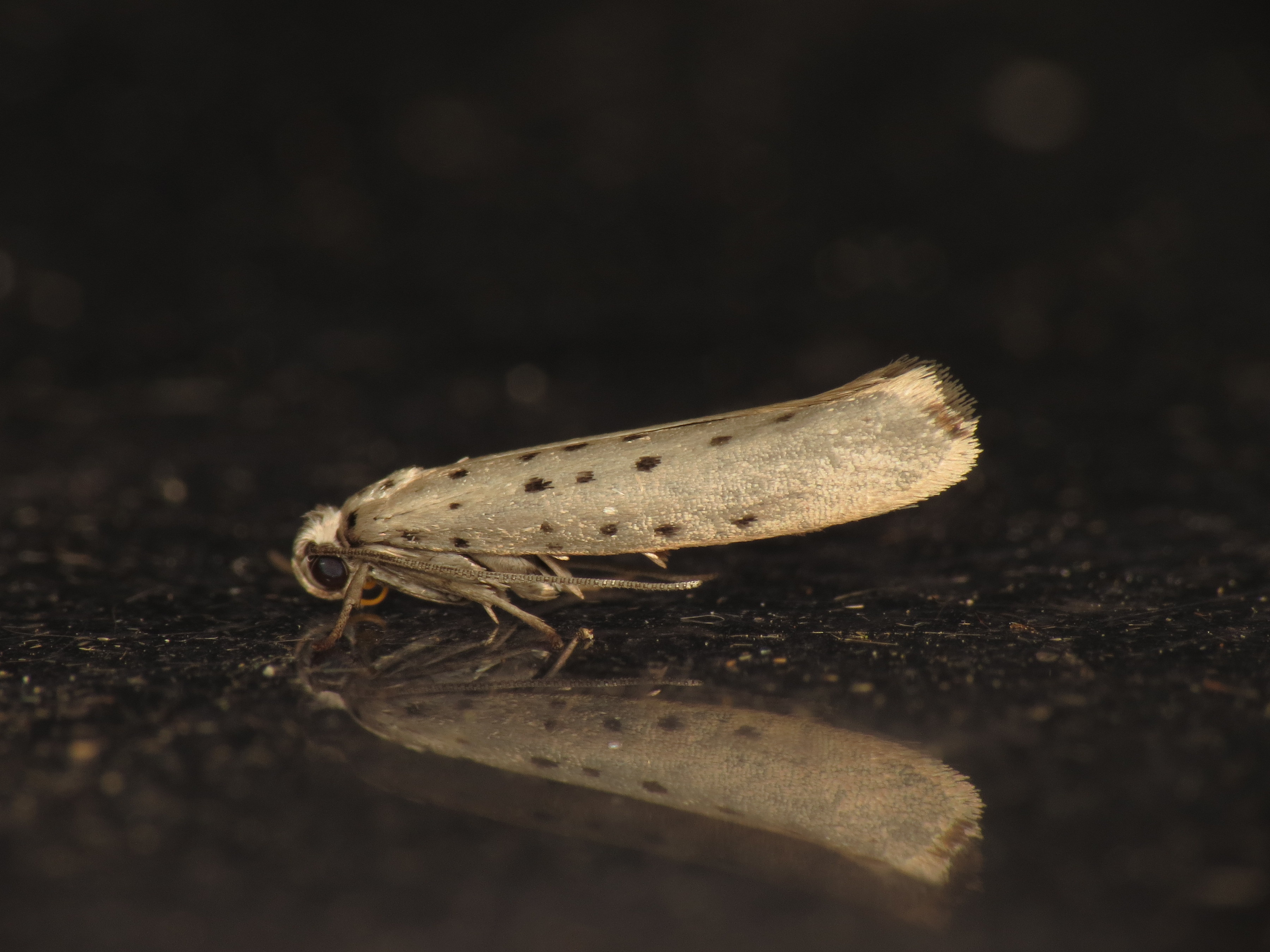
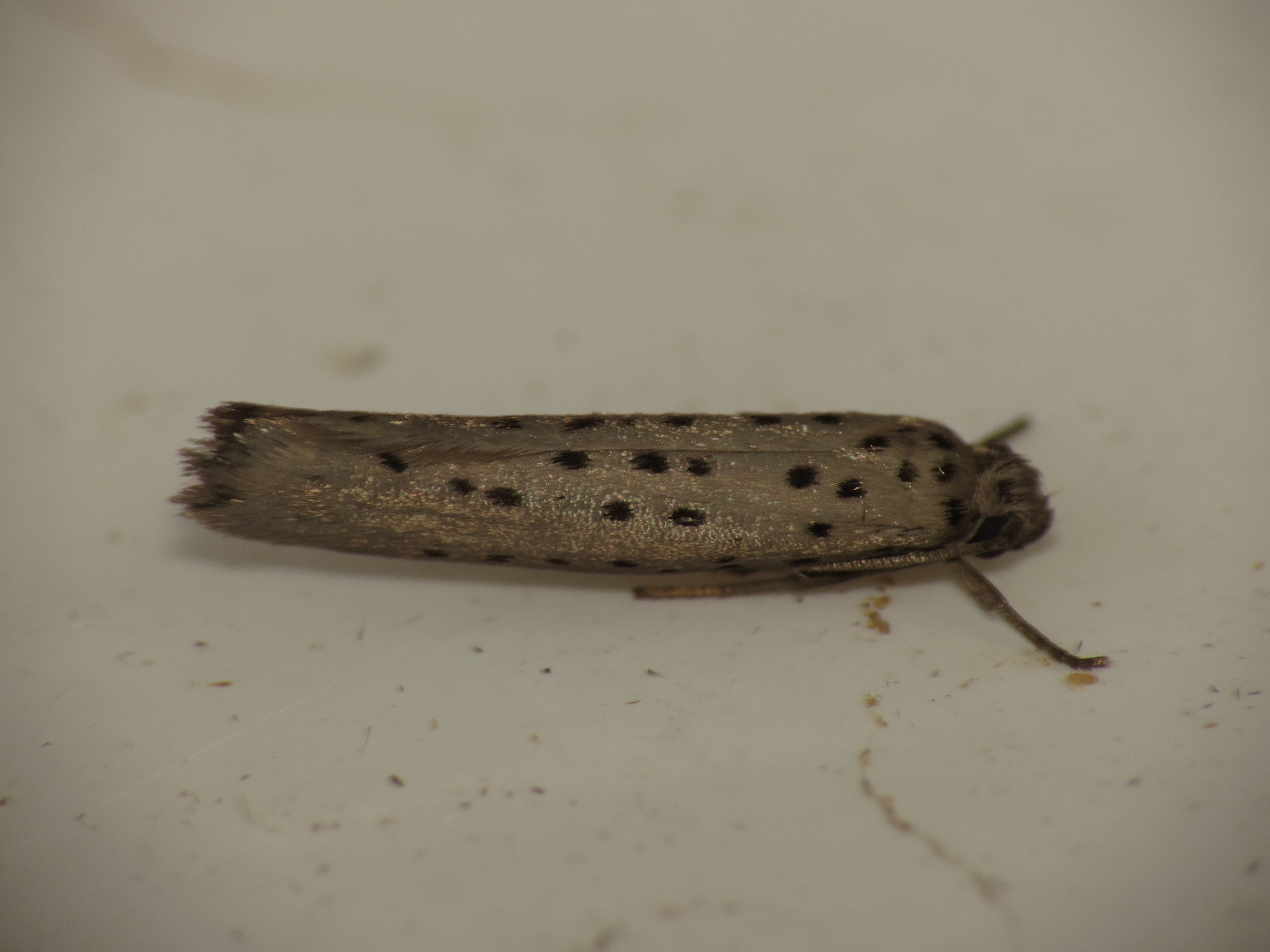
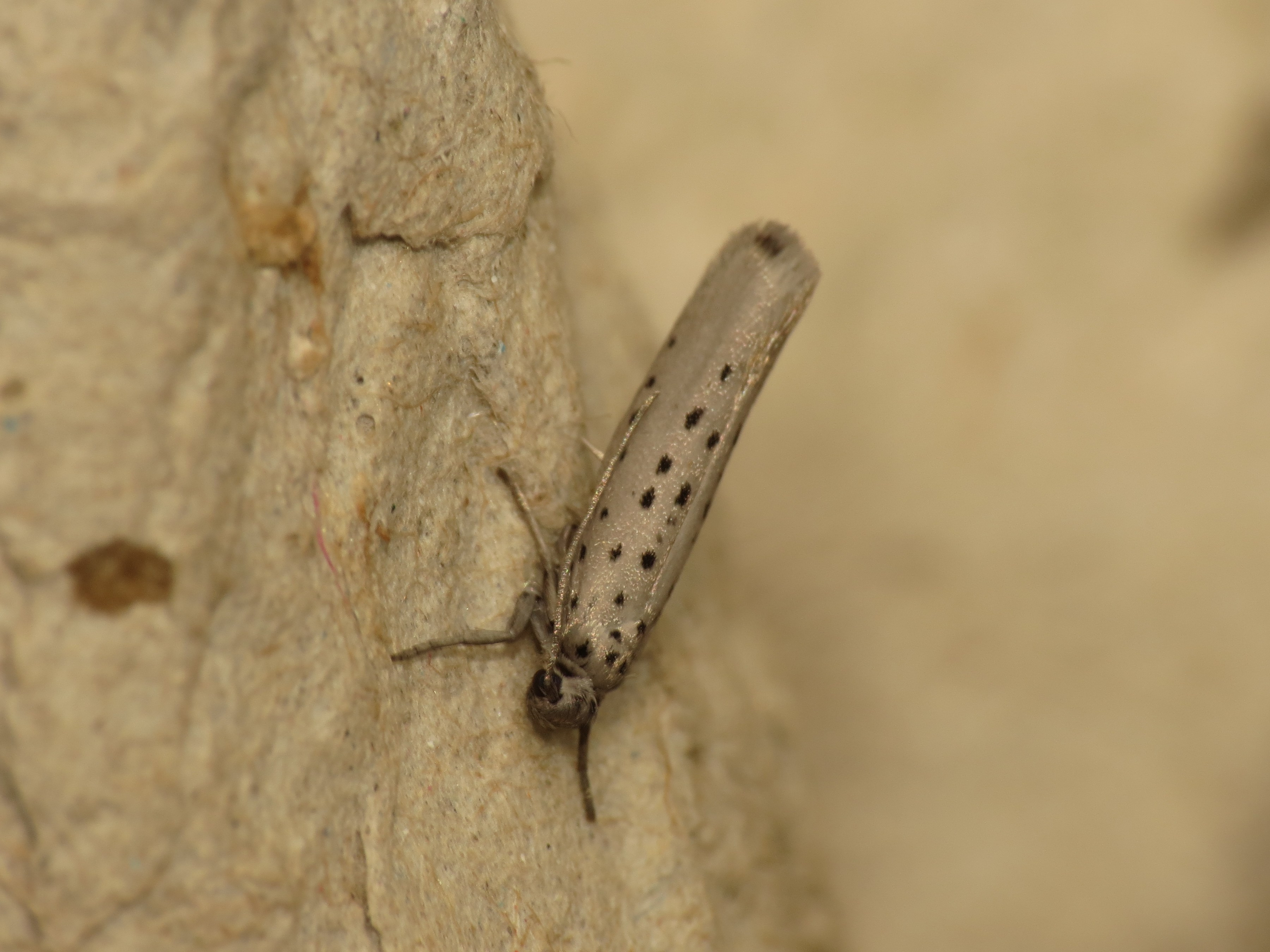